# Mlékovod
Mlékovody (latinsky: ductus lactiferi) jsou kanálky, které vedou z laloků mléčné žlázy k bradavce. Mléčné žlázy produkují u žen s laktací (kojících žen) mateřské mléko, které se mlékovody dostává k bradavkám.
Během období, kdy matka dítě kojí, může dojít k ucpání mlékovodu. K tomu dochází procesem hromadění buněčné drtí a zaschlého mléka. Mateřské mléko pak neodtéká směrem k bradavce, což může vyvolat zánět prsu (mastitidu). Ucpaný mlékovod se může projevit jako bolestivá modřina na prsu, dalšími symptomy pak mohou být zvýšená teplota, třesavka, nevolnost, či oteklé prsy.